# Široký vrch
Široký vrch (839 m n.p.m.) – wzniesienie w Sudetach Środkowych, w Górach Kamiennych, w środkowej części pasma Gór Suchych.

## Położenie
Široký vrch położony jest na południowy zachód od miejscowości Głuszyca, pomiędzy Ruprechtickim Szpiczakiem a Kościelcem. Mylony jest z Płońcem.
Široký vrch zbudowany jest z permskich porfirów kwarcowych (trachitów), należących do północnego skrzydła niecki śródsudeckiej.
Porastają go lasy świerkowe (monokultury świerkowe), miejscami dolnoreglowe lasy mieszane lub liściaste (buczyny).
Czeska, południowa część wzniesienia znajduje się w Obszarze Chronionego Krajobrazu Broumovsko.

## Turystyka
Szlaki turystyczne:
- zielony – z Tłumaczowa do Golińska prowadzi przez wierzchołek góry.